# Kálovi
Kálovi (ukránul: Каллів) falu Ukrajnában, Kárpátalján, a Huszti járásban.

## Fekvése
Lipcsemezőtől északkeletre fekvő település.

## Története
Kálovi hegyi státusszal rendelkező, mindössze 95 lakosú falu. 2020-ig közigazgatásilag Lipcsemezőhöz tartozott.